# Léonce de Fréjus
Saint Léonce de Fréjus († vers 432), est considéré comme le premier évêque de Fréjus. Il est fêté le 1er décembre car reconnu saint par l'Église catholique.
Issu d'une noble famille gallo-romaine, Léonce serait originaire de Nîmes et aurait pour frère Castor, évêque d'Apt. Entré dans le clergé de Fréjus, Léonce est bientôt choisi comme évêque du lieu. Son ami Honorat décide d'installer son nouveau monastère à Lérins pour être proche de lui. L'Évêque ordonne les prêtres que lui désigne celui qui deviendra Saint Honorat, mais il se garde bien de se mêler de la vie de la communauté.
Saint Léonce est proche aussi de saint Jean Cassien, le fondateur de l'abbaye Saint-Victor de Marseille, qui lui dédie la première partie de ses Conférences, un ouvrage qui aura une grande notoriété chez les moines du Moyen Âge.
En 431, Léonce est soupçonné par le pape Célestin Ier, de semi-pélagianisme, une doctrine défendue par Jean Cassien et les moines de Lérins.
Le semi-pélagianisme, qui restreint la place de la grâce et valorise la liberté de l'homme, sera condamné par le concile d'Orange en 529.
Il est honoré dans le nom de la commune de Saint-Lions dans les Alpes-de-Haute-Provence.

### Articles liés
- Liste des évêques de Fréjus et Toulon